# Тёрнер, Ричмонд
Ричмонд Келли Тёрнер (англ. Richmond Kelly Turner 27 мая 1885, Портленд — 12 февраля 1961, Монтерей, Калифорния) — адмирал ВМФ США. Тёрнер отвечал за создание групп подводного разграждения (UDT), которые были ранними предшественниками «морских котиков» ВМС США.

## Биография
Ричмонд Тёрнер родился в Портленде 27 мая 1885 года в семье Еноха и Лоры Фрэнсис (урожденной Келли) Тёрнер. Его отец попеременно занимался ранчо и фермерством и работал печатником как в Портленде (в газете "The Oregonian" вместе со своим старшим братом Томасом), так и в Стоктоне, штат Калифорния (где он владел небольшой типографией). Молодой Ричмонд провел большую часть своего детства в Стоктоне, где окончил окончил среднюю школу в 1904 году. В 1904 году он был назначен в Военно-морскую академию от шестого округа Калифорнии, его кандидатуру выдвинул конгрессмен Джеймс К. Нидхэм. Он окончил академию 5 июня 1908 года и в течение следующих четырех лет служил на нескольких кораблях.
Будучи директором по военным планам в офисе начальника военно-морских операций, капитан Тернер стал военно-морским членом Объединенного комитета по планированию Объединенного совета. В конце декабря 1940 года Тернер и полковник Джозеф Т. Макнарни написали "Исследование неотложных проблем, связанных с вовлечением в войну". Это привело к разработке «Плана D» - сильной наступательной войне в Атлантике и оборонительной войне в Тихом океане. Это переросло в военный план США «Радуга-5». 25 ноября 1941 года Тернер составил депешу главнокомандующему Азиатским флотом для опубликования начальником военно-морских операций (CNO), которая содержала следующие слова: "Я считаю вероятным, что следующая японская агрессия может вызвать начало военных действий между США и Японией". Адмирал CNO Гарольд Рейнсфорд Старк передал это сообщение президенту - который сменил релизера на себя - и смягчил слова суждения «вероятно» на «возможно», а также добавил неудачное предположение: «Наступление на Таиланд кажется наиболее вероятным».
Командующий Тихоокеанским флотом США адмирал Хасбенд Киммел был прекрасно осведомлен об угрозе внезапного нападения Японии на Перл-Харбор. Последнее и самое важное предупреждение было отправлено из Вашингтона и других тихоокеанских форпостов 27 ноября 1941 года. Оно было специально обозначено как "военное предупреждение". В декабре 1941 года Тернер был назначен помощником начальника штаба главнокомандующего флотом США (новая должность, созданная после Перл-Харбора, для адмирала Эрнеста Кинга) и служил до июня 1942 года. Затем он был направлен в Тихий океан для командования амфибийными силами Южно-Тихоокеанского флота. В течение следующих трех лет он занимал различные руководящие должности в Амфибийных силах в качестве контр-адмирала и вице-адмирала. Он помогал планировать и проводить амфибийные операции против вражеских позиций в южной, центральной и западной частях Тихого океана. Ему предстояло командовать амфибийным компонентом вторжения в Японию.
В битве за Окинаву Тернер командовал оперативной группой 51, в которую входили Северное ударное соединение контр-адмирала Лоренса Фэрфакса Рейфснайдера, Южное ударное соединение контр-адмирала Хилла, экспедиционные войска генерал-лейтенанта Саймона Боливара Бакнера-младшего, ударная группа Западных островов контр-адмирала Ингольфа Н. Киланда, силы поддержки амфибий контр-адмирала Уильяма Х. П. Бланди и силы артиллерии и прикрытия контр-адмирала Мортона Дейо. К концу битвы за Окинаву амфибийные силы под командованием адмирала Тернера насчитывали 657 000 офицеров и солдат.
24 мая 1945 года Ричмонд Келли Тернер был произведен в полные адмиралы. В операции на Окинаве под его командованием было 1213 кораблей и судов, в операции на Марианах - 435, а на Гуадалканале - 51 корабль. После Второй мировой войны адмирал Тернер служил в Главном совете Министерства ВМС и был представителем ВМС США в Военно-штабном комитете ООН. Он ушел в отставку с действительной службы в июле 1947 года. Тернер умер 12 февраля 1961 года в Монтерее.